# Trecento-Madrigal
Das Trecento-Madrigal ist eine italienische Musikform des 14. Jahrhunderts im Zeitraum von etwa 1300 bis kurz nach 1370.
Trecento (italienisch für 300, hier für 1300, also für die 1300er Jahre) ist die auch im deutschen Sprachgebrauch übliche kunstwissenschaftliche Bezeichnung für das italienische 14. Jahrhundert. Der Begriff des Trecento stellt eine dichterische Gattung dar, die bei Dante nicht vorkommt, aber von Petrarca gepflegt wurde. In der Musik fällt das Trecento etwa in die gleiche Zeit wie die Ars nova, welche zunächst nur für Frankreich gegolten hat.

## Entstehung und Entwicklung des Madrigals im Trecento
Erstmals wird der von Trecento abgeleitete Begriff des Trecento-Madrigals bei Francesco de Barberino genannt, nämlich in seinem lateinischen Kommentar zu den zwischen 1296 und 1312 erschienenen documenti d’amore, oder genauer, als Untergattung des voluntarium, der zuletzt genannten und deshalb sicher der jüngsten der beschriebenen volkstümlichen Dichtungen, „die neuerdings aufgetaucht sind“. Er nennt in diesem Zusammenhang das Madrigal auch ein „raues und ungeordnetes Zusammensingen“. Ein anderer, jedoch anonymer Autor nennt zwischen 1315 und 1320 die musikalische Struktur des Madrigals mehrstimmig mit einem Tenor in langen Notenwerten und mindestens einer weiteren Stimme in kurzen Werten, wobei sich die oberste Stimme bis zur Duodezime (Oktave plus Quinte) oder sogar bis zu zwei Oktaven höher erstrecken kann. Antonio da Tempo kennt in seinem Traktat Summa artis rithmici vulgaris dictaminis (Padua 1332) durchaus die einstimmige Ausführung des Madrigals, nennt jedoch das mehrstimmige Madrigal mit mindestens zwei Stimmen das klanglich schönere. Die von ihm angegebenen Typen des Madrigals sind, wie in anderen zeitgenössischen Nennungen, Madrigale mit Ritornell (mandriales cum retornellis) und ohne Ritornell (mandriales communes) mit einer unbestimmten Zahl von Strophen. Zwischen Reim-Wiederholung (consonancia) und der Musik (sonus) besteht insofern eine direkte Beziehung, als alle Strophen (als Teil A) auf dem gleichen Reim enden, während dem Ritornell (als Teil B) eine andere Melodie unterlegt ist und dieses auf einen anderen Reim endet als die Strophen. 50 Jahre später bringt Gidino da Sommacampagna in seiner Schrift Lo tractato et la arte de le rithimi volgari (um 1381/84) in seiner italienisch bearbeiteten Fassung von Antonio da Tempos Schrift den Hinweis, dass „das Ritornell nach jeder Strophe zu wiederholen ist“.
Am Anfang des 15. Jahrhunderts war die Zeit des Trecento-Madrigals weitgehend vorüber. Es gibt nur wenige bekannte Dichtungen, die sich auf die Tradition des Trecento stützen, und diese ahmen die dichterischen Madrigale von Petrarca ganz bewusst nach. Aber Antonio de Tempos erwähntes Traktat wurde noch während des ganzen 14. Jahrhunderts kopiert und kam 1509 in einer gedruckten Ausgabe mit dem Titel De rithimis vulgaribus heraus. Die literarischen Vorlagen, besonders von Petrarca, wurden nach 1530 für Texte des neueren Madrigals der Renaissance-Zeit verwendet. In den musikalischen Kompositionen selbst, so von Jacopo da Bologna oder von Francesco Landini sowie allgemein in den musikalischen Manuskripten, wird der Terminus Madrigal im Sinne eines Gattungsbegriffs verwendet; ebenso kommt dieser Terminus in diversen literarischen Codices vor, so bei Francesco Sacchetti, auch in literarischen Erzählungen bei Filippo Villani, bei Simone Prudenzani und um 1425 bei Gherardo da Prato (Giovanni da Prato). Wichtige Vertreter des Trecento-Madrigals sind Jacopo da Bologna, Giovanni da Cascia, Lorenzo da Firenze, Donatus de Florentia, Francesco Landini und Maestro Piero.

## Formen und Eigenschaften des Trecento-Madrigals
Weil zwischen der Ersterwähnung des Trecento und der ältesten einschlägigen musikalischen Quelle (Codex Rossi, um 1350) Jahrzehnte liegen, rechnet die musikhistorische Wissenschaft mit einer Zeit rein mündlicher Überlieferung sowie mit einer deutlichen Anzahl verloren gegangener Quellen. In den frühen Formen des Trecento-Madrigals, einer poesia per musica, zeigen sich zahlreiche, offene Unisono-, Quinten- und Oktav-Parallelen, ein freier Umgang mit Elisionen, freie Silbenwiederholungen, eine schematische Vertonung von Verseinheiten, die keine Rücksicht auf Textzusammenhänge zwischen den Strophen nimmt, sowie abweichende Fassungen von einigen Madrigalen, die in verschiedenen Quellen vorkommen; all diese leichten Unregelmäßigkeiten sind Spuren der improvisierten Musizierpraxis. Die späteren Madrigale von Giovanni da Firenze, Jacopo da Bologna, Francesco Landini, Bartolino da Padova und Paolo da Firenze hingegen zeichnen sich durch folgende Eigenschaften aus: Eine sorgfältige Wort-Ton-Beziehung, einen Übergang von einem einfachen und naiven Stück mit einem eine Idylle darstellenden Text zur gehobenen Kunstmusik mit einem autobiografischen, symbolischen, politischen oder moralischen Inhalt. Diese Madrigale sind oft dreistimmig und gehören zu den anspruchsvollsten Kompositionen des Trecento. Typisch für das musikalische Madrigal des Trecento ist eine lebhaft verlaufende Oberstimme mit Melismen meist auf der ersten und der vorletzten Silbe eines Verses und ein ruhig verlaufender Tenor mit Text (Unterschied zum Ars-nova-Liedsatz), der eine Quarte oder Quinte tiefer liegt. Die musikalische Struktur ist vom Text geprägt und schließt mit Kadenzen am Ende jeder Strophenzeile. Die Ripresa mit einer oder zwei Strophen endet mit Kadenzen jeweils am Ende einer Strophe und steht oft in einer anderen Mensur. Wenn Verschiebungen im Textvortrag vorkommen oder seltene Stimmkreuzungen, gehen diese praktisch ohne Ausnahme auf den Einfluss der Caccia zurück.
Aus dem Trecento sind etwa 600 Liedsätze überliefert, davon 200 vom Typ des Madrigals. Etwa 35 davon haben drei Stimmen, und davon wieder sind neun ganz oder teilweise als Kanon geschrieben oder als Caccia vertont. Im frühen Trecento überwiegt die Madrigalform, nach etwa 1360 hat die Form der Ballata das Übergewicht. Die umfangreichste überlieferte Sammlung von Trecento-Liedern ist der Codex Squarcialupi mit über 100 Madrigalen von Giovanni, Jacopo und Gherardello da Firenze, Vicenzo da Rimini, Lorenzo da Firenze, Donatus da Florentia (Donato da Cascia), Niccolò da Perugia sowie Bartolino da Padova und Francesco Landini. In der mehrstimmigen Ballata wird im Lauf des 14. Jahrhunderts ein zunehmender französischer Einfluss sichtbar, und zwar durch komplex synkopierte Rhythmen, die eine französische Notation benötigen, auch durch gleiche Schluss-Kadenzen für A- und B-Teil, einen Tenor ohne Text sowie ganz oder teilweise französische Texte; die gleiche Tendenz ist auch abgeschwächt im Madrigal erkennbar. Jedoch tendieren gerade einige Madrigale des späten Trecento wieder zu einer bewusst italienischen Satztechnik durch weniger Synkopen, eine rein italienische Notierung und mehr offene Parallelen.
Wohl zu den frühesten dreistimmigen Madrigalen gehören die wenigen im Stil einer Caccia vertonten Stücke mit einem Kanon in den Oberstimmen und einem Tenor ohne Text sowie die Stücke von Jacopo mit einem höher liegenden zweiten Superius mit Text. Weitere dreistimmige Werke dieser Art gibt es von Niccolò da Perugia, Bartolino da Padova und Francesco Landini. Darüber hinaus gibt es fünf dreistimmige Madrigale mit einem Contratenor ohne Text als Mittelstimme oder einer Stimme im Tenorraum (kann auch fehlen); diese Werke sind wegen der  in den Texten beschriebenen Ereignisse auf die Zeit nach 1388 zu datieren. Zu erwähnen sind hier noch der Codex Lucca (oder auch Codex Mancini), der ein lateinisch-italienisch textiertes Werk in Madrigalform überliefert, nämlich „Plorans ploravi“ von Antonio Zacara da Teramo († nach 1413), darüber hinaus der Codex Faenza, der acht Madrigale von Bartolino da Padova und Jacopo da Bologna in Bearbeitungen für ein Tasteninstrument enthält.

## Ausgaben
- The Music of Fourteenth Century Italy, hrsg. von Nino Pirrotta, Rom 1954–1964 (= Corpus mensurabilis musicae Nr. 8, S. 1–5)
- The Works of Francesco Landini, hrsg. von L. Schrade, Monaco 1958/59 (= Polyphonic Music of the Fourteenth Century Nr. 4), Nachdruck in 2 Bänden mit einem Vorwort von Kurt von Fischer, Monaco 1982
- Secular Trecento Music, hrsg. von Th. W. Marrocco 1958–1978 (= Polyphonic Music of the Fourteenth Century Nr. 5–11)
- Keyboard Music of the Late Middle Ages in Codex Faenza 117, hrsg. von D. Plamenac, Rom 1972 (= Corpus mensurabilis musicae Nr. 57)
- Early Fifteenth Century Music (Antonio Zacara da Teramo, Zacharias), hrsg. von G. Reaney, Rom 1977 (= Corpus mensurabilis musicae Nr. 11/6)
- Johannes Ciconia, hrsg. von M. Bent / A. Hallmark, Monaco 1985 (= Polyphonic Music of the Fourteenth Century Nr. 24).